# Cyclisme aux Jeux panaméricains de 2019
Navigation
Jeux panaméricains de 2015 Jeux panaméricains de 2023

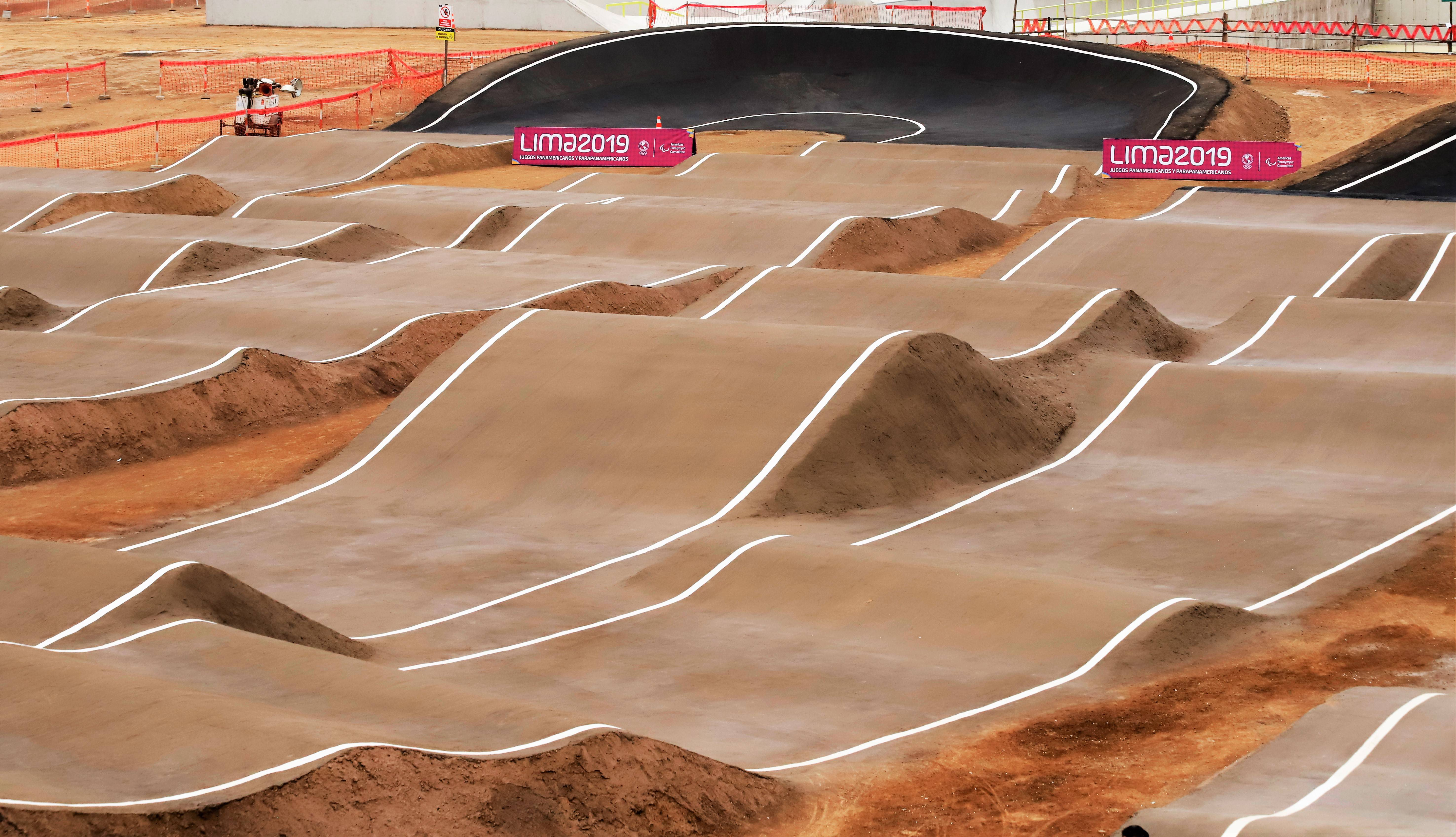
Le parcours de BMX dans le Parque Costa Verde-San Miguel.

Les compétitions de cyclisme des Jeux panaméricains de 2019 se déroulent du 28 juillet au 11 août 2019 à Lima, au Pérou. Les épreuves au programme de ces Jeux sont les mêmes que les Jeux olympiques de 2020.

## Podiums hommes

### Courses sur route
| Compétitions                 | Or                        | Argent              | Bronze                    |
| ---------------------------- | ------------------------- | ------------------- | ------------------------- |
| Course en ligne individuelle | Maximiliano Richeze (ARG) | Ignacio Prado (MEX) | Bryan Gomez (COL)         |
| Contre-la-montre individuel  | Daniel Martínez (COL)     | Magno Nazaret (BRA) | José Luis Rodríguez (CHI) |

### Courses sur piste
| Compétitions           | Or                                                               | Argent                                                                               | Bronze                                                                    |
| ---------------------- | ---------------------------------------------------------------- | ------------------------------------------------------------------------------------ | ------------------------------------------------------------------------- |
| Keirin                 | Kevin Quintero (COL)                                             | Hersony Canelon (VEN)                                                                | Leandro Bottasso (ARG)                                                    |
| Vitesse[a]             | Nicholas Paul (TRI)                                              | Kevin Quintero (COL)                                                                 | Hersony Canelón (VEN)                                                     |
| Vitesse par équipes[b] | Colombie Rubén Murillo Kevin Quintero Santiago Ramirez           | Mexique Manuel Reséndez Juan Ruiz Édgar Verdugo                                      | Pérou Francis Cachique Robinson Ruiz Ruben Salinas                        |
| Poursuite par équipes  | États-Unis John Croom Gavin Hoover Ashton Lambie Adrian Hegyvary | Colombie Marvin Angarita Bryan Gómez Jordan Parra Brayan Sanchez Juan Esteban Arango | Chili Antonio Cabrera José Luis Rodríguez Felipe Peñaloza Pablo Seisdedos |
| Course à l'américaine  | Chili Antonio Cabrera Felipe Peñaloza                            | États-Unis Gavin Hoover Adrian Hegyvary                                              | Colombie Brayan Sanchez Juan Esteban Arango                               |
| Omnium                 | Daniel Holloway (USA)                                            | Ignacio Prado (MEX)                                                                  | Felipe Peñaloza (CHI)                                                     |

### VTT
| Compétitions  | Or                  | Argent                  | Bronze                |
| ------------- | ------------------- | ----------------------- | --------------------- |
| Cross-country | Gerardo Ulloa (MEX) | Henrique Avancini (BRA) | Martín Vidaurre (CHI) |

### BMX
| Compétitions  | Or                  | Argent                | Bronze                  |
| ------------- | ------------------- | --------------------- | ----------------------- |
| BMX racing    | Alfredo Campo (ECU) | Anderson Souza (BRA)  | Federico Villegas (ARG) |
| BMX freestyle | Daniel Dhers (VEN)  | José Torres Gil (ARG) | Justin Dowell (USA)     |

## Podiums femmes

### Courses sur route
| Compétitions                 | Or                   | Argent                | Bronze                |
| ---------------------------- | -------------------- | --------------------- | --------------------- |
| Course en ligne individuelle | Arlenis Sierra (CUB) | Teniel Campbell (TRI) | Lizbeth Salazar (MEX) |
| Contre-la-montre individuel  | Chloé Dygert (USA)   | Teniel Campbell (TRI) | Laurie Jussaume (CAN) |

### Courses sur piste
| Compétitions          | Or                                                                   | Argent                                                                 | Bronze                                                             |
| --------------------- | -------------------------------------------------------------------- | ---------------------------------------------------------------------- | ------------------------------------------------------------------ |
| Keirin                | Martha Bayona (COL)                                                  | Lisandra Guerra (CUB)                                                  | Yuli Verdugo (MEX)                                                 |
| Vitesse               | Kelsey Mitchell (CAN)                                                | Martha Bayona (COL)                                                    | Daniela Gaxiola (MEX)                                              |
| Vitesse par équipes   | Mexique Daniela Gaxiola Jessica Salazar                              | Canada Kelsey Mitchell Amelia Walsh                                    | Colombie Martha Bayona Juliana Gaviria                             |
| Poursuite par équipes | États-Unis Lily Williams Christina Birch Kimberly Geist Chloé Dygert | Canada Laurie Jussaume Maggie Coles-Lyster Miriam Brouwer Erin Attwell | Colombie Milena Salcedo Lina Rojas Jessica Parra Marcela Hernández |
| Course à l'américaine | États-Unis Christina Birch Kimberly Geist                            | Canada Maggie Coles-Lyster Miriam Brouwer                              | Mexique Lizbeth Salazar Jessica Bonilla                            |
| Omnium                | Jennifer Valente (USA)                                               | Lizbeth Salazar (MEX)                                                  | Arlenis Sierra (CUB)                                               |

### VTT
| Compétitions  | Or                      | Argent                      | Bronze                 |
| ------------- | ----------------------- | --------------------------- | ---------------------- |
| Cross-country | Daniela Campuzano (MEX) | Sofía Gómez Villafañe (ARG) | Jaqueline Mourão (BRA) |

### BMX
| Compétitions  | Or                   | Argent               | Bronze                  |
| ------------- | -------------------- | -------------------- | ----------------------- |
| BMX racing    | Mariana Pajón (COL)  | Paola Reis (BRA)     | Stefany Hernández (VEN) |
| BMX freestyle | Hannah Roberts (USA) | Macarena Pérez (CHI) | Agustina Roth (ARG)     |

## Tableau des médailles
Légende
- Le bleu indique le pays organisateur

| #     | Pays              |    |    |    | Total |
| ----- | ----------------- | -- | -- | -- | ----- |
| 1     | États-Unis        | 7  | 1  | 1  | 9     |
| 2     | Colombie          | 5  | 3  | 4  | 12    |
| 3     | Mexique           | 3  | 4  | 4  | 11    |
| 4     | Canada            | 1  | 3  | 1  | 5     |
| 5     | Argentine         | 1  | 2  | 3  | 6     |
| 6     | Trinité-et-Tobago | 1  | 2  | 0  | 3     |
| 7     | Chili             | 1  | 1  | 4  | 6     |
| 8     | Venezuela         | 1  | 1  | 2  | 4     |
| 9     | Cuba              | 1  | 1  | 1  | 3     |
| 10    | Équateur          | 1  | 0  | 0  | 1     |
| 11    | Brésil            | 0  | 4  | 1  | 5     |
| 12    | Pérou             | 0  | 0  | 1  | 1     |
| Total | Total             | 22 | 22 | 22 | 66    |

## Sources
- Site officiel